# Strumigenys petiolata
Strumigenys petiolata är en myrart som beskrevs av Bernard 1953. Strumigenys petiolata ingår i släktet Strumigenys och familjen myror. Inga underarter finns listade i Catalogue of Life.

## Bildgalleri

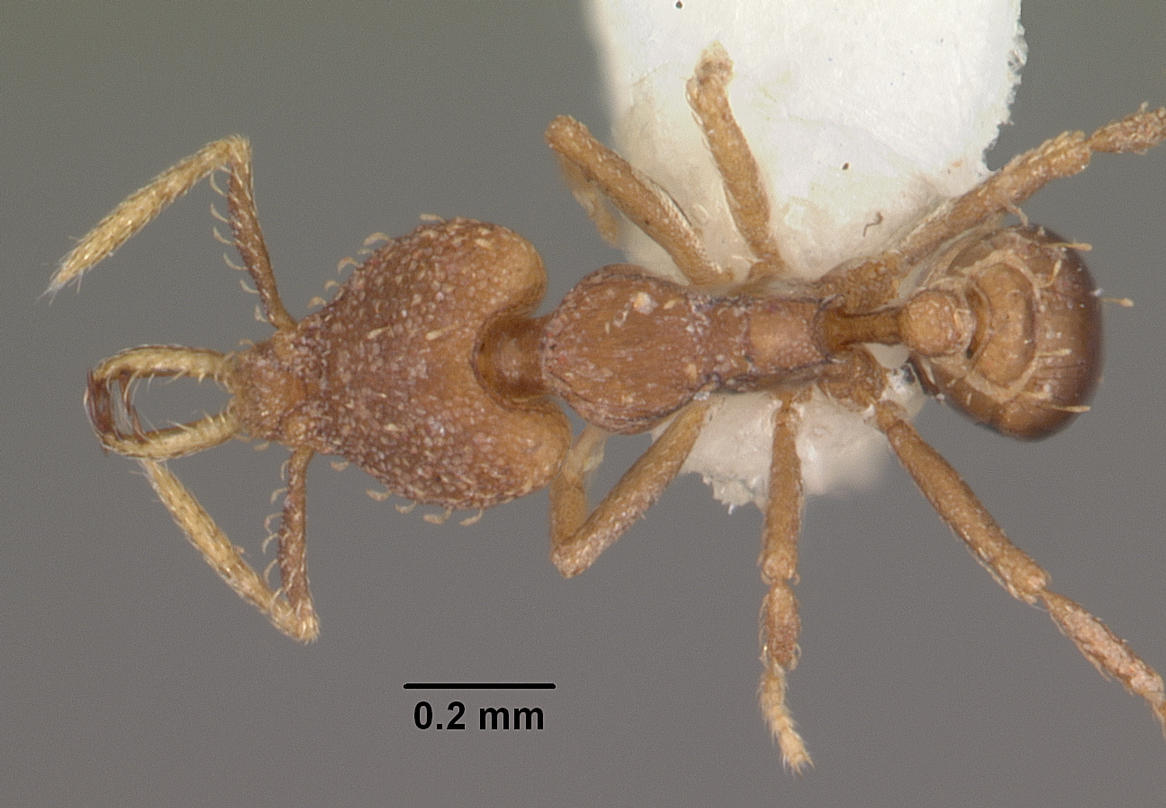
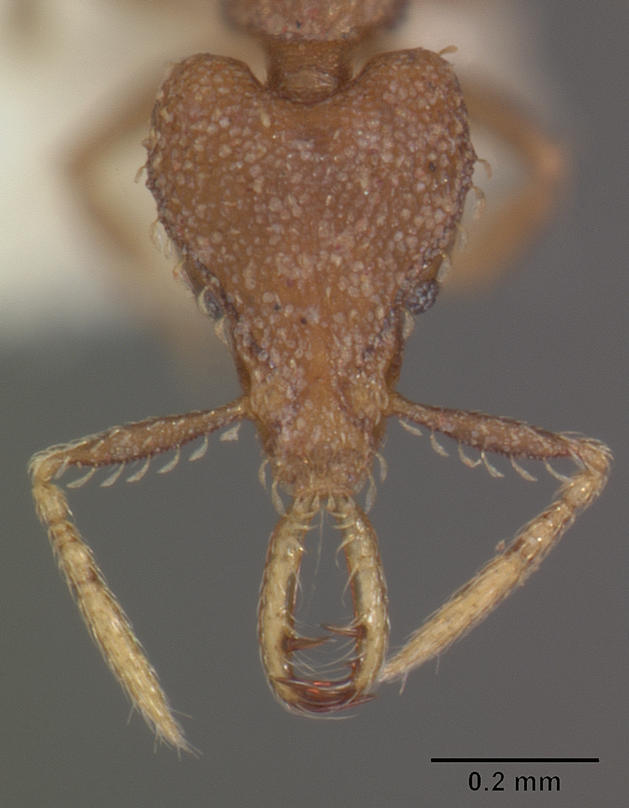
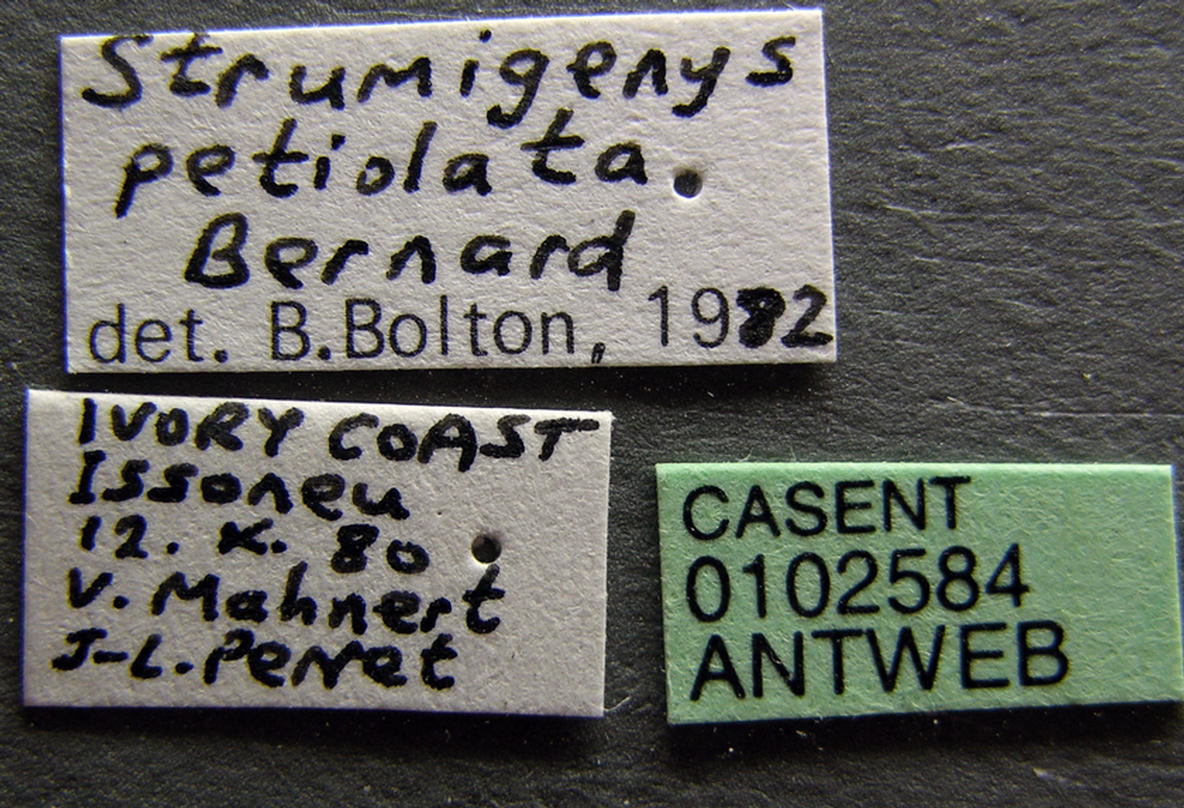
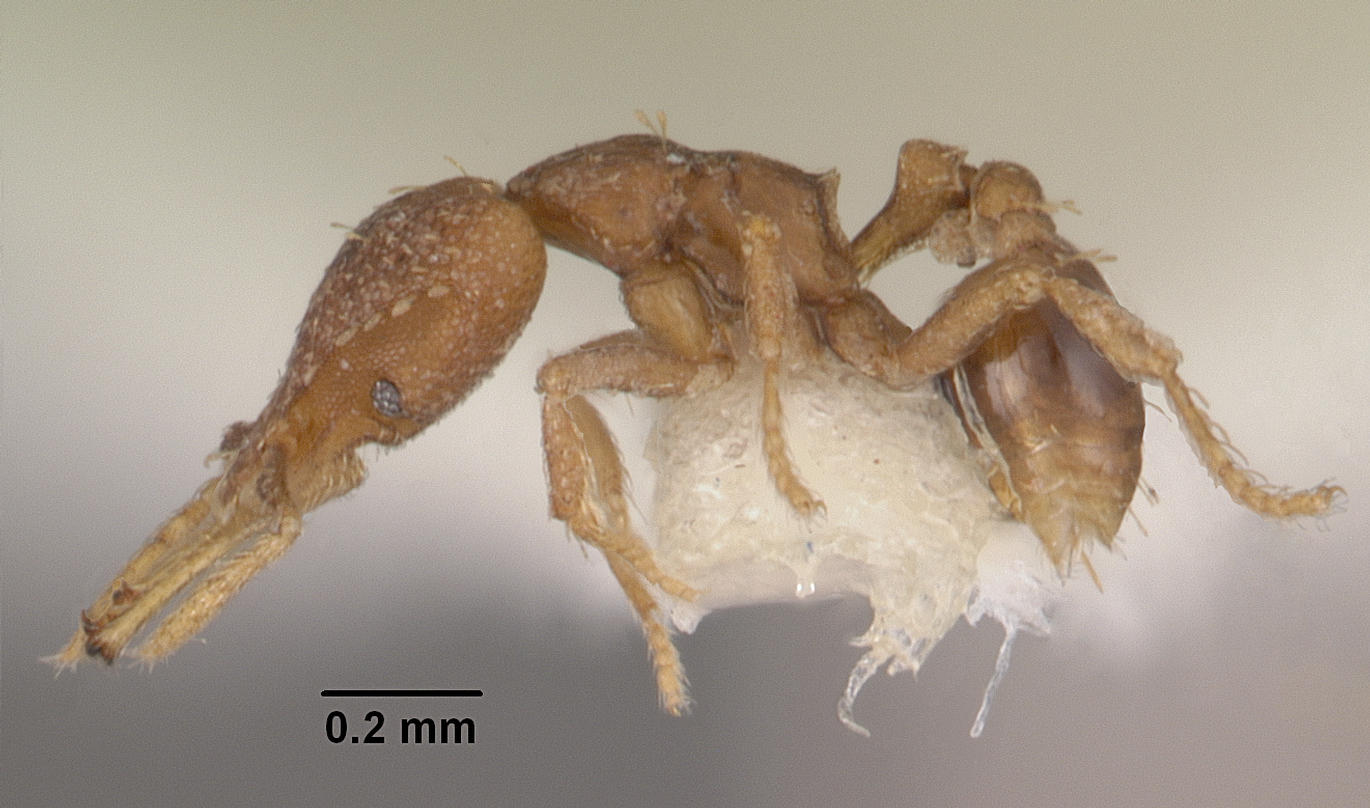